# Пам'ятник Павлу Грабовському
Пам'ятник Павлу Грабовському — пам'ятник українському поету Павлу Арсеновичу Грабовському у місті Валки. Пам'ятка історії місцевого значення.
Пам'ятник розташований у центрі міста на проспекті Героїв Чорнобиля. До встановлення пам'ятника, у 1990 році, на цьому місці знаходився пам'ятний знак поету, відкритий у 1952 році.
Пам'ятник був створений скульптором Ігорем Ястребовим та архітектором Миколою Фоменко. Він являє собою двохметрову бетонну скульптуру Павла Грабовського вкриту мідним сплавом. Поет зображений у військовій формі і тримає у правій руці відкриту книгу. Скульптура розміщенна на чотирикутному гранітному постаменті висотою близько 80 см. На постаменті є напис: «Павло Арсенович Грабовський. 1864—1902». 
Рішенням Харківської обласної державної адміністрації від 18.09.1997 № 975 пам'ятник отримав статус пам'ятки історії місцевого значення з охоронним номером 2539 та встановленням охоронної зони у 50 метрів. Згідно наказу Міністерства культури та інформаційної політики України № 10 від 14.01.2021 пам'ятка була занесена до Державного реєстру нерухомих пам’яток України з охоронним номером 3572-Ха.
Восени 2021 року пам'ятник було понівичено, вандали зняли більшу частину мідного сплаву.